# 食べて応援
食べて応援（たべておうえん) は、風評被害や被災、犯罪被害など困難を迎えている地域・業種・店舗の生産品や商品を積極的に消費することで応援消費することで間接的に支援しようというキャッチフレーズ。

## 概要
福島第一原発事故の後に、被災地の復興を進捗させるために、全国的に被災地で生産された農産物を積極的に食べることにより、被災した生産者を支援することを目的に生まれた共通のキャッチフレーズ。政治家や著名人の中には被災地で生産された農産物を試食し、積極的に「食べて応援」するうごきも見られる。また、企業や団体で全国的に「食べて応援」に賛同しているものもある。ユーチューブに転載されたTOKIOによる「食べて応援」のCMに対し、日本語のコメントは賛否両論あり、英語のコメントはほぼ否定的であったとliverdoorニュースは伝えた。
2019年には11月に佐賀県が、12月には千葉県や埼玉県が用いた。6月にネスレが西日本豪雨の被災地域のために製品販売を行った。台風19号で被災した松本市がリンゴに用いた。
2020年3月18日に新型コロナウイルスによる一斉休校を受けて、販路を失った学校給食の生産者を救うために農林水産省は「食べて応援学校給食キャンペーン」特設通販サイトを開設した。
2023年には、HTB北海道ニュースによると窃盗被害を受けた二郎系ラーメン屋へ応援者らが「食べて応援」と連日食べに通った。